# 田村未來
田村未來（日语：／ Tamura Mirai，1994年5月2日—），日本女子籃球運動員，效力於電裝鳶尾花，主要位置為雙能衛。

## 經歷
- 姫路Mini - 姫路市立琴陵中學校（日语：姫路市立琴陵中学校） - 聖加大利納高等學校（日语：聖カタリナ学園高等学校） - 早稻田大學 - 電裝鳶尾花（日语：デンソーアイリス）（2017年－）

## 日本代表經歷
- 2012年亞洲U18青年女子籃球錦標賽
- 2013年U19世界青年女子籃球錦標賽
- 2017年威廉·瓊斯盃國際籃球邀請賽
- 2017年夏季世界大學運動會

## 外部連結
- 田村未来 - デンソーアイリス （日語）
- 田村未来 - WJBL （页面存档备份，存于） （日語）
- 田村未來的X（前Twitter）
- 田村未來的Instagram帳戶